# Supermarchés G20
Pour les articles homonymes, voir G20 (homonymie).

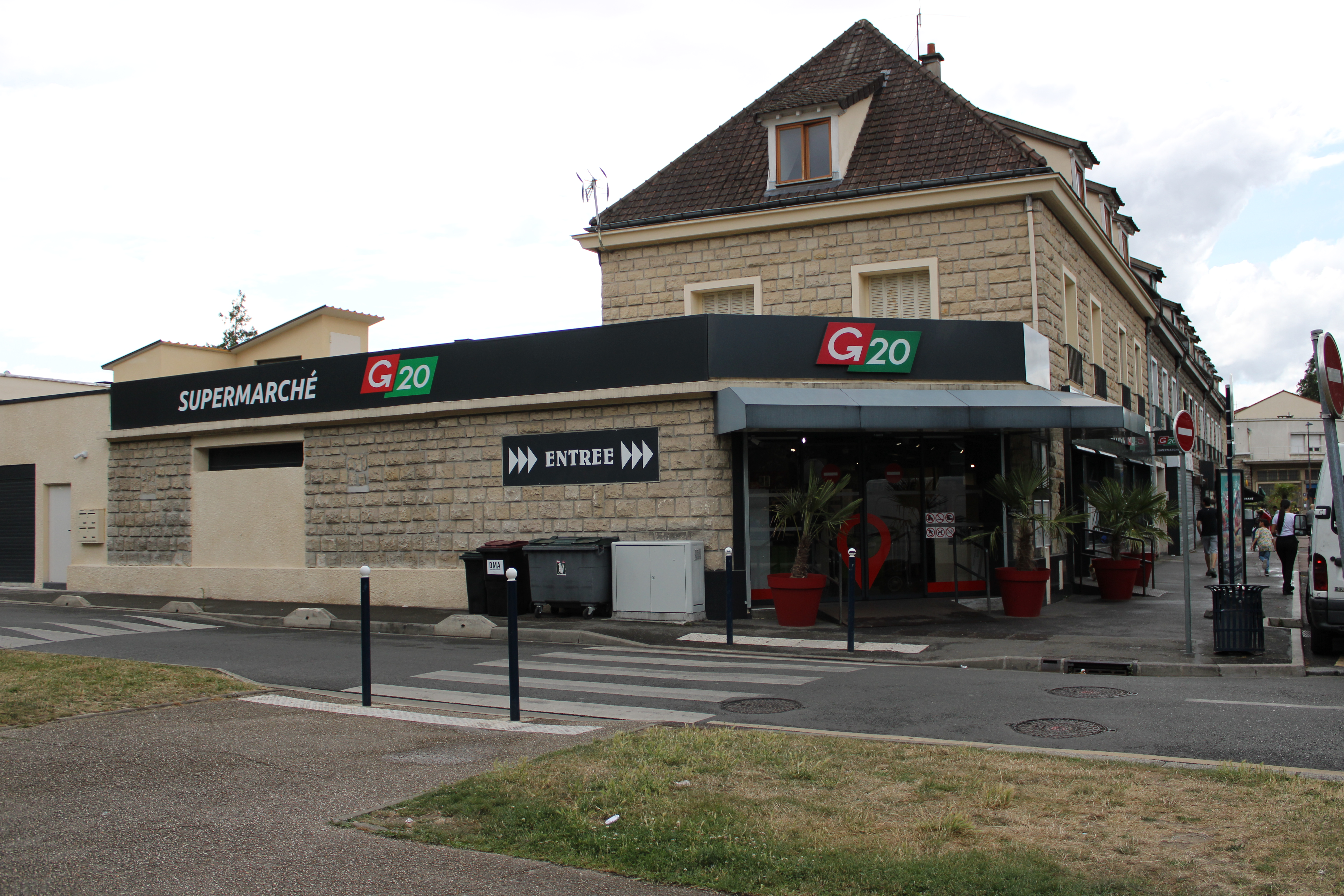
Un supermarché G20 situé rue Adolphe Devaux à Dugny

Les Supermarchés G20, formellement Groupe 20 SA, sont une enseigne de magasins de proximité de type supérette et supermarché (pour la province)  du groupe Diapar. La compagnie, créée en 1975, a son siège à Chilly-Mazarin en Essonne. L'enseigne regroupe 130 points de vente, situés principalement en région parisienne.

## Histoire
Le Groupe Diapar (signifiant Distribution Alimentaire Parisienne) est né en 1974 de la fusion des établissements Bise et Laproste à Wissous. On peut y trouver la marque Belle France principalement ainsi que les grandes marques.
C'est en août 1975 qu'a lieu la création de l'enseigne Supermarchés G20 par 20 supermarchés indépendants.
À partir de 1999, l'enseigne ouvre de nouveaux points de vente en dehors de la région parisienne, principalement en Bretagne et en Normandie où elle concentre en 2003 près d'un quart de son parc.
Au début des années 2000, plusieurs franchisés du groupe Carrefour dans l'Ouest de la France, sous les enseignes Marché Plus et Comod, rompent leur contrat avec le groupe pour adhérer au réseau G20.
En 2004, le groupe compte 109 supermarchés.
En 2005, la carte de fidélité de l'enseigne est lancée.
Le groupe introduit le libre scannage en 2011 dans un magasin situé rue Jean-Nicot dans le 7e arrondissement de Paris.
L'enseigne lance en 2012 une application mobile, G20 Minute, qui permet de faire ses courses en ligne en choisissant son magasin et de retirer sa commande une fois prête.
En 2014, le réseau devrait prendre sept magasins du groupe Casino à la suite de la cession des 55 magasins de ce dernier à Paris.
En 2021, l'enseigne regroupe près de 130 points de vente d'une surface allant de 200 m² à 1 000 m², situés principalement en région parisienne.

## Critiques: mise en place de vidéosurveillance algorithmique
En juillet 2023, Streetpress affirme que des magasins des enseignes G20, ainsi que E. Leclerc, Carrefour, Système U, Biocoop, Kiabi et Fnac, ont déployé illégalement la solution de vidéosurveillance algorithmique de l'entreprise française Veesion, qui utilise l'intelligence artificielle pour surveiller le comportement de leur clientèle. Streetpress souligne que la loi du 19 mai 2023 relative aux jeux Olympiques et Paralympiques de 2024 n'autorise la vidéosurveillance que dans les « lieux accueillant des manifestations, leurs abords et les transports en commun », , ce qui exclut les magasins et la collecte de données biométriques précise La quadrature du net,. Cela ne respecte pas non plus le consentement selon la CNIL. L'association La Quadrature du Net affirme aussi que l'État a rappelé aux professionnels du secteur l'illégalité de la vidéosurveillance algorithmique en supermarché. Le 21 juin 2024, le Conseil d'État rejette la requête de Veesion qui demandait la suspension de la demande de mise en conformité de la CNIL et la condamnation aux dépens de la CNIL à 4 000 euros, en estimant que sa solution de vidéosurveillance pour détecter le vol à l'étalage n'est pas conforme au Règlement général sur la protection des données,.

## Identité visuelle

### Logos

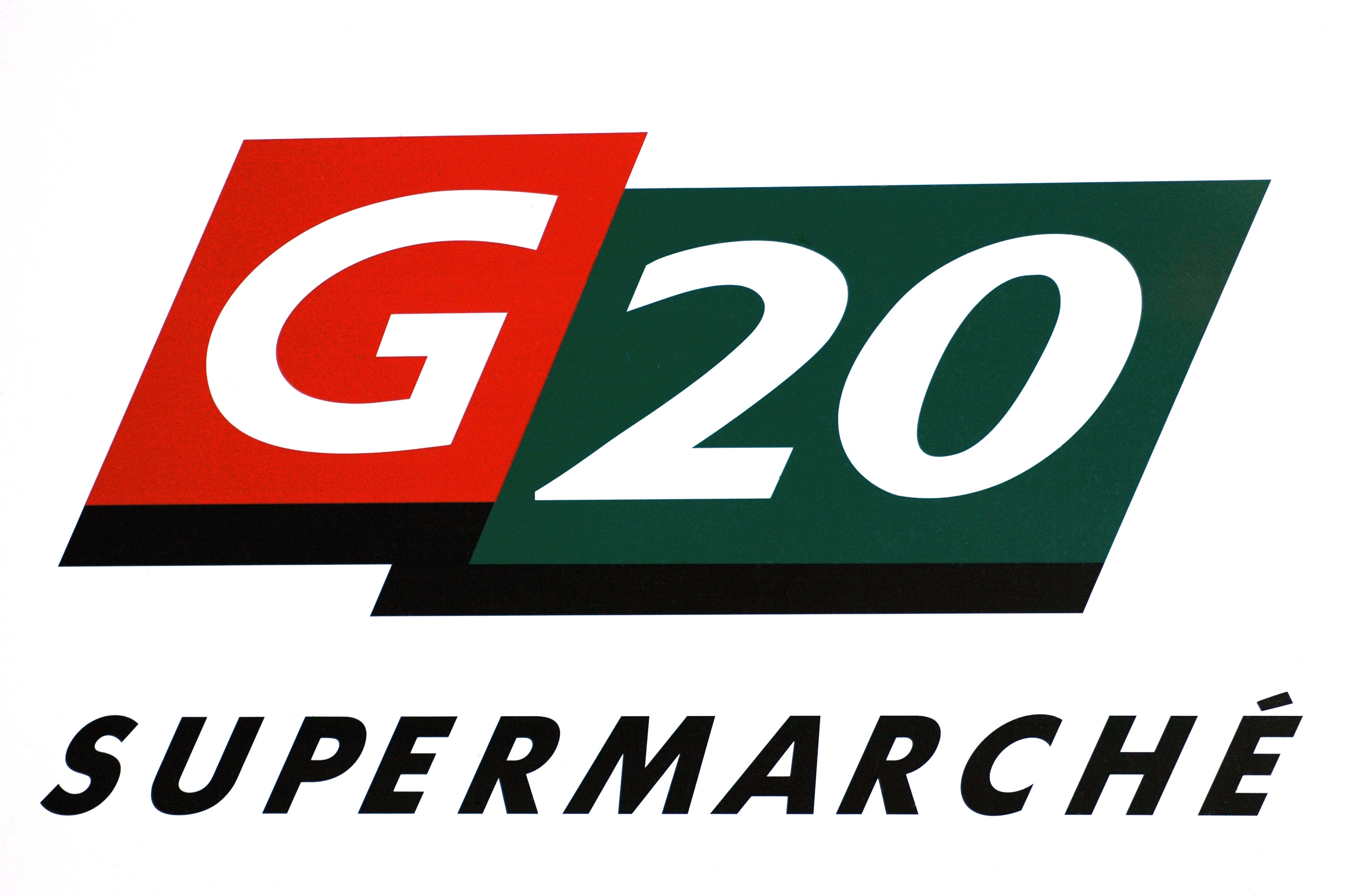
Ancien logo de G20 de [Quand ?] à 2008
Logo actuel de G20 depuis 2008

### Slogans
- Jusqu'en 2008 : Pas besoin d'aller loin pour dépenser moins
- Depuis 2008 : Dépenser moins sans aller loin